# Marcel Werner
Marcel Werner (13 de marzo de 1952 - 10 de junio de 1986) fue un actor teatral, cinematográfico y televisivo de nacionalidad alemana.

## Biografía
Nacido en Hannover, Alemania, Marcel Werner era hijo de los actores Hanns Lothar y Elfriede Rückert. Su apellido procedía de su padrastro, Carlos Werner. Marcel Werner era además medio hermano de la actriz Susanne Lothar (1960–2012). 
Marcel Werner vivió en Berlín, y se suicidó en 1986 en Hannover.

## Filmografía (selección)
- 1970 : Industrielandschaft mit Einzelhändlern (TV)
- 1972 : Dem Täter auf der Spur (serie TV), episodio Ohne Kranz und Blumen
- 1974 : Tatort (serie TV), episodio Nachtfrost
- 1977 : Die Ratten (TV)
- 1982 : Bananen-Paul

## Teatro (selección)
- 1976: Otelo, Deutsches Schauspielhaus de Hamburgo, dirección de Peter Zadek[1]
- 1983: Michael Kramer, Teatro Thalia de Hamburgo, dirección de Rudolf Noelte[2]